# 荷西·維亞拿·迪·卡華路教授運動場
荷西·維亞拿·迪·卡華路教授運動場（葡萄牙語：Estadio Prof. Dr. José Vieira de Carvalho）是一座位於葡萄牙马亚的多用途運動場，現主要用作足球賽事，曾是已解散球隊FC馬亞的主場，現時被Futebol Clube Maia Lidador所使用。運動場能容納12,000名觀眾。
運動場得名於前馬亞市镇主席荷西·維亞拿·迪·卡華路教授。

## 曾舉辦賽事
葡萄牙國家隊曾於1990年使用此運動場。
| #  | 日期           | 最終比數 | 對手 | 賽事   |
| -- | -------------- | -------- | ---- | ------ |
| 1. | 1990年12月19日 | 1–0      | 美国 | 熱身賽 |